# Блакбурн (Оклахома)
Блакбурн (енгл. Blackburn) град је у америчкој савезној држави Оклахома.

## Демографија
По попису из 2010. године број становника је 108, што је 6 (5,9%) становника више него 2000. године.
| Група             | 2000.      | 2010.      |
| Белци             | 90 (88,2%) | 70 (64,8%) |
| Афроамериканци    | 0 (0,0%)   | 0 (0,0%)   |
| Азијати           | 0 (0,0%)   | 0 (0,0%)   |
| Хиспаноамериканци | 0 (0,0%)   | 6 (5,6%)   |
| Укупно            | 102        | 108        |